# المر (میزوری)
المر (به انگلیسی: Elmer) یک شهر در ایالات متحده آمریکا است که در شهرستان مکون، میزوری واقع شده‌است. المر ۰٫۶۵ کیلومتر مربع مساحت و ۸۰ نفر جمعیت دارد و ۲۲۴ متر بالاتر از سطح دریا واقع شده‌است.